# Wilma Cozart Fine
Wilma Cozart Fine (* 29. März 1927 in Aberdeen, Mississippi; † 21. September 2009 in Harrison, New York) war eine US-amerikanische Musikproduzentin. Sie leitete die Abteilung klassische Musik von Mercury Records und wurde 2011 posthum mit dem Grammy Trustees Award für ihre bedeutenden Leistungen in der Musikbranche ausgezeichnet.

## Leben und Wirken
Wilma Cozart wuchs in Fort Worth auf. Sie studierte Musikpädagogik und Betriebswirtschaftslehre an der North Texas State University in Denton. Im Jahr 1957 heiratete sie den Toningenieur Robert Fine und wurde Mutter von vier Söhnen. Ihr Ehemann, mit dem sie eng zusammenarbeitete, starb 1982.
Nach ihrem Studium arbeitete Fine als persönliche Sekretärin für den Dirigenten Antal Doráti. Als er vom Dallas Symphony Orchestra zum Minnesota Orchestra ging, wechselte sie 1950 auf seine Empfehlung zu Mercury Records. In Zusammenarbeit mit den Dirigenten Doráti, John Barbirolli, Howard Hanson und Rafael Kubelík, den Musikern Gina Bachauer, Byron Janis, Swjatoslaw Richter und Mstislaw Rostropowitsch sowie den Sinfonieorchestern von Chicago und Detroit schuf sie bemerkenswerte Aufnahmen. Für Aufnahmen der Ouvertüre „1812“ verwendete sie 1954 und 1958 Originalaufnahmen von Glocken und Kanonen. Nachdem der Kritiker Howard Taubman die „lebendige Präsenz“ des Orchesters würdigte und die technische Qualität ihrer Platten lobte, vermarktete sie diese mit dem Slogan „Living Presence“. Mit ihrem Ehemann nahm sie die ersten Stereoaufnahmen für den Massenmarkt auf.
Als Philips Mercury Records erwarb, ging Cozart Fine 1964 in den Ruhestand und widmete sich ihren Söhnen. Für das Remastering von mehr als 100 Aufnahmen auf Audio-CDs kehrte sie von 1990 bis 1995 zum Unternehmen zurück. Decca Classics gab 2011 das Boxset Mercury Living Presence – The Collector’s Edition mit 50 ihrer CDs heraus, eine weitere Bonus-CD enthielt ein Interview mit Cozart Fine.